# Führich-Kreuzweg

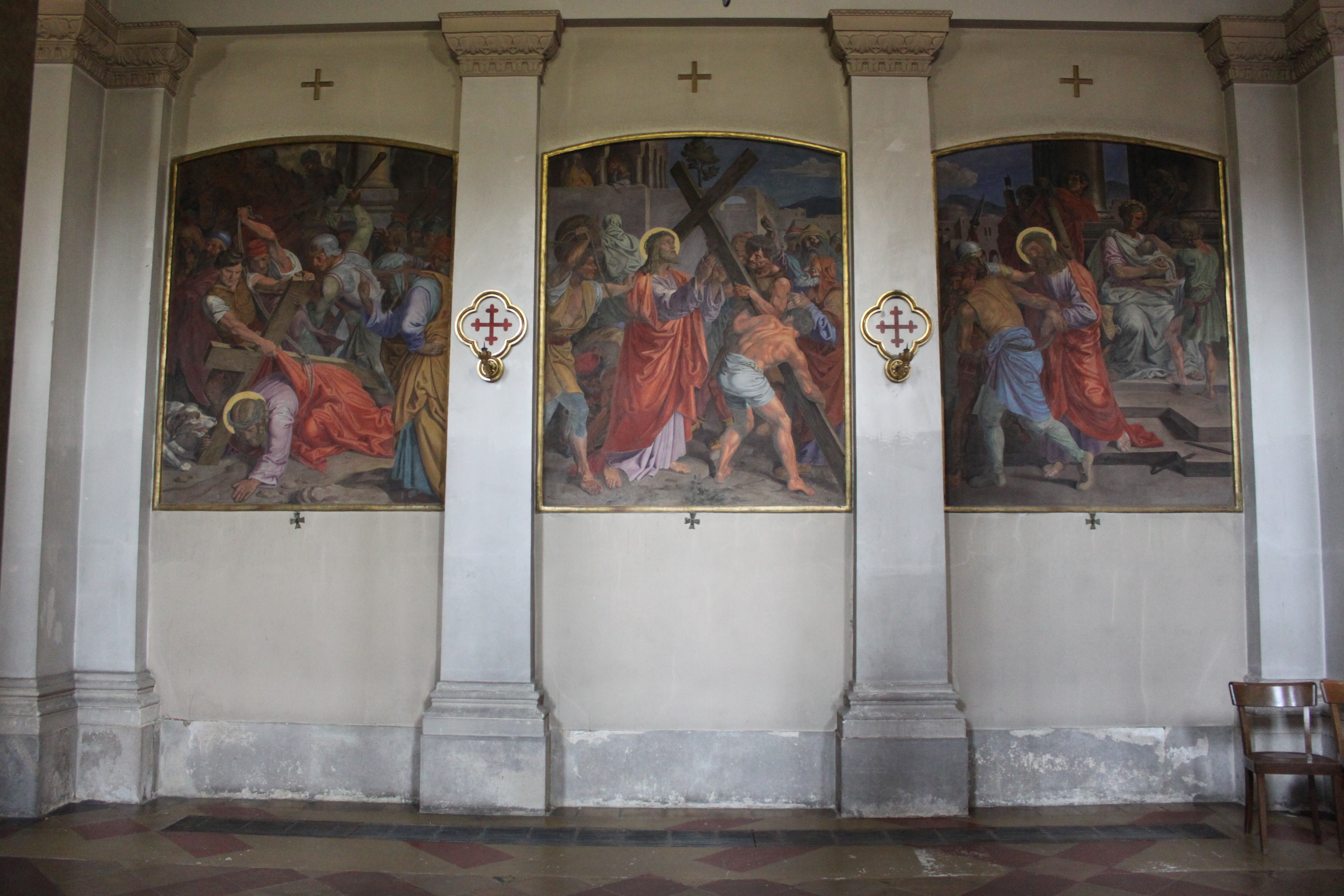
Stationen 1 bis 3 Johannes Nepomuk-Kirche Wien

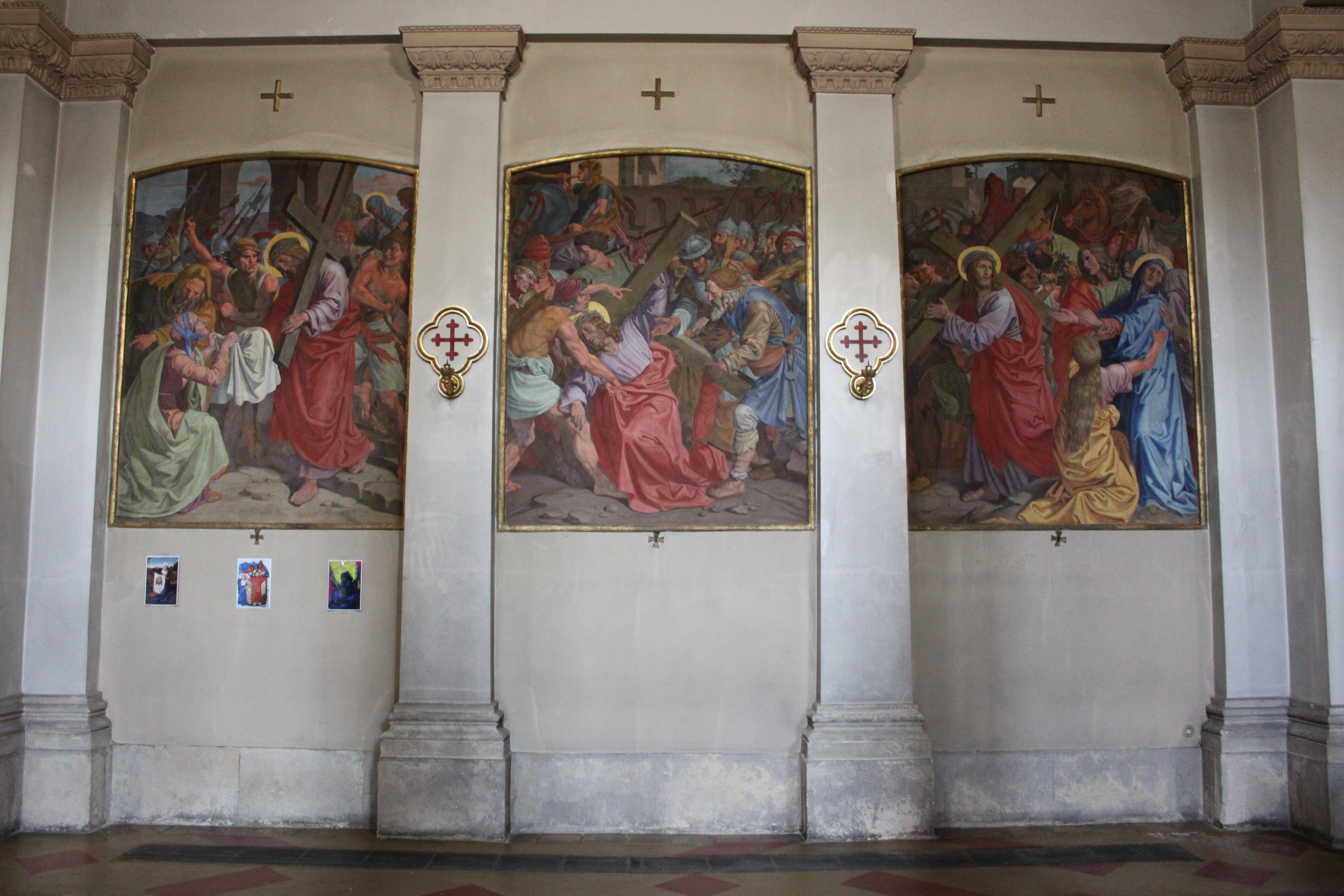
Stationen 4 bis 6 Johannes Nepomuk-Kirche Wien

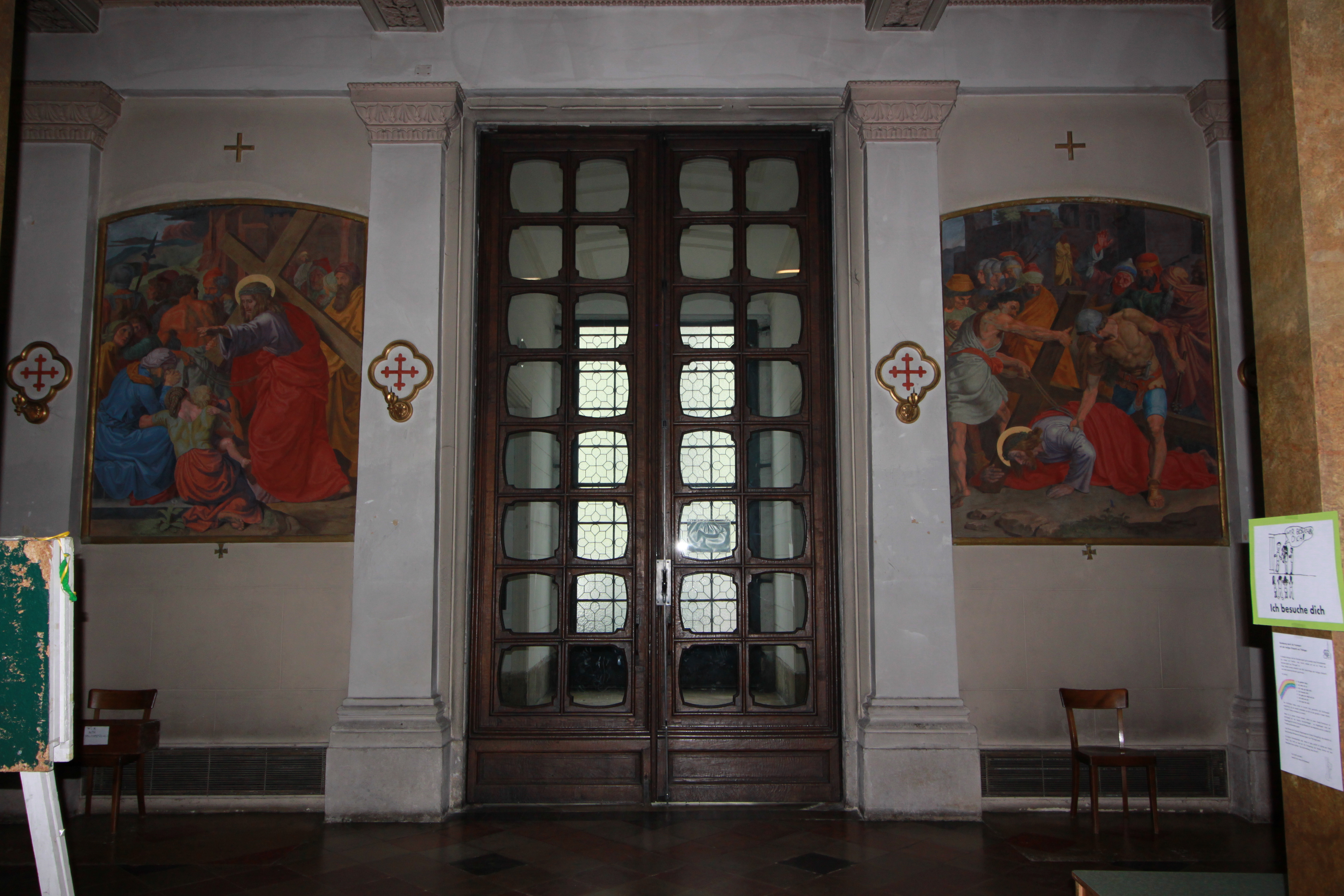
Stationen 7 und 8 Johannes Nepomuk-Kirche Wien

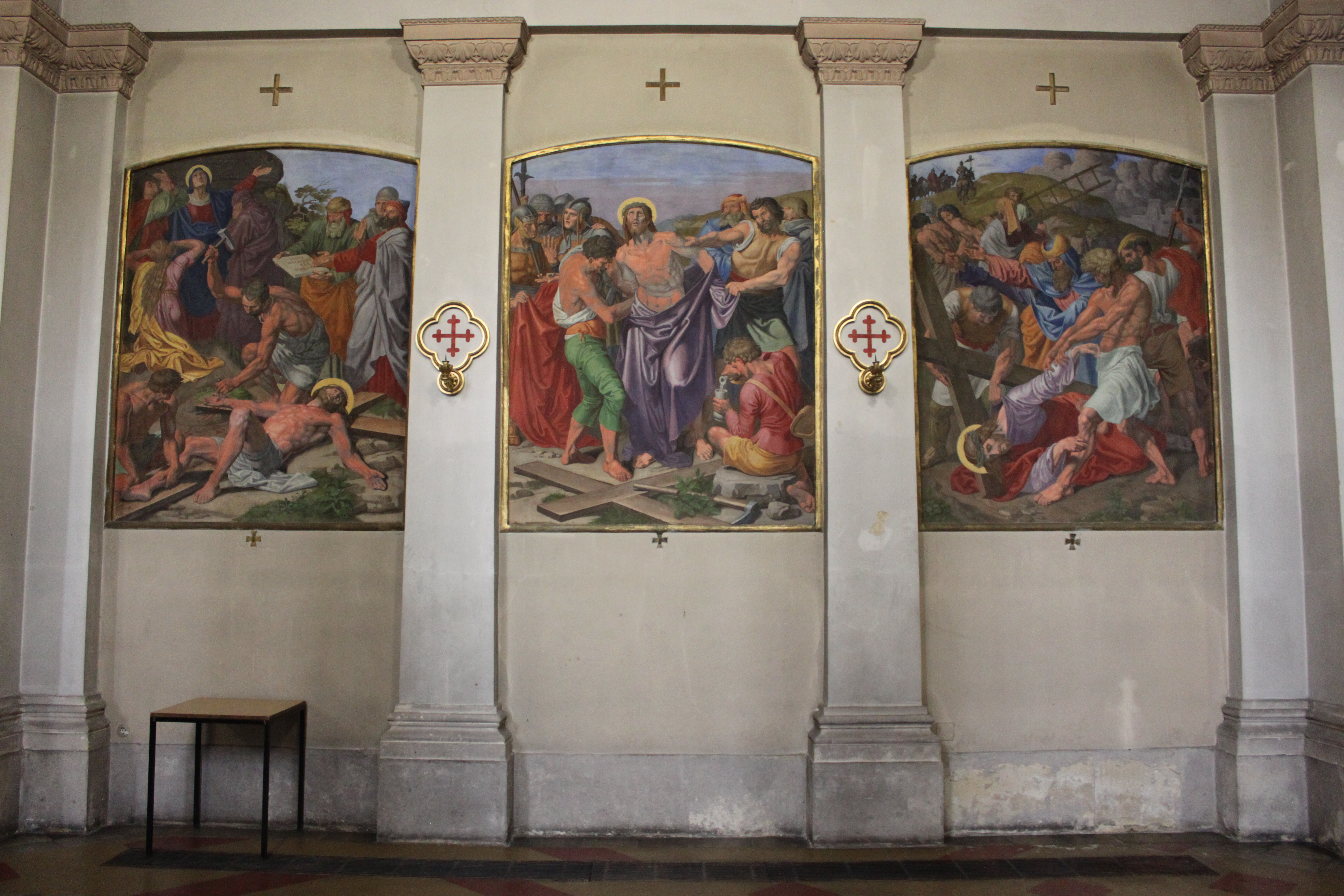
Stationen 9 bis 11 Johannes Nepomuk-Kirche Wien

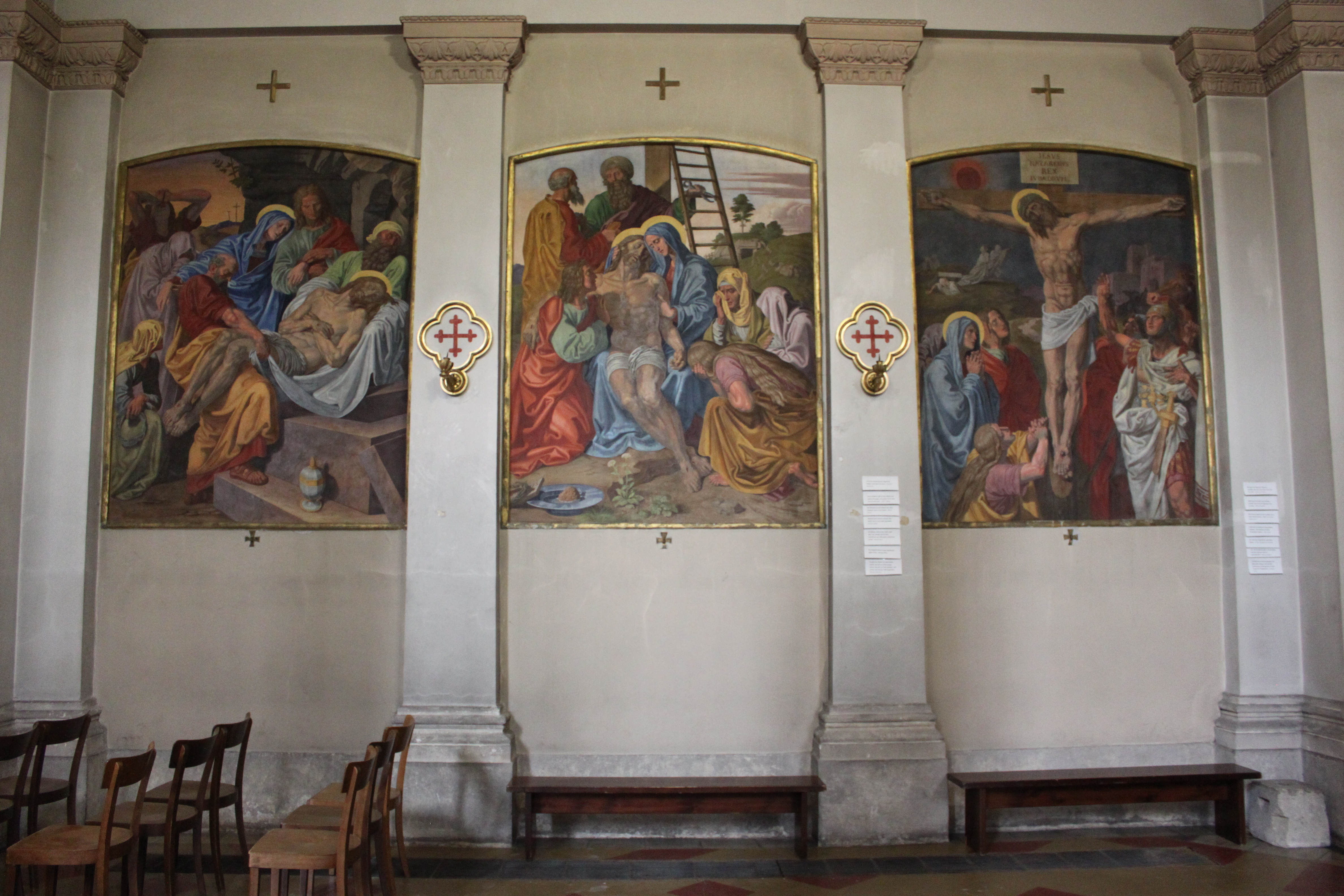
Stationen 12 bis 14 Johannes Nepomuk-Kirche Wien

Ein Führich-Kreuzweg sind Kreuzweg-Tafeln, die mehr oder weniger getreue Kopien der von Joseph von Führich (1800–1876) für die Kirche am St. Lorenzberg in Prag (vor 1836), die Johannes Nepomuk-Kirche in Wien-Leopoldstadt (1844–46) und die Altlerchenfelder Pfarrkirche in Wien-Neubau (1854–61) geschaffenen Kreuzwegbilder darstellen.

## Entstehung
In den Sommermonaten der Jahre 1844 bis 1846 malte Joseph von Führich die Kreuzwegbilder in der Leopoldstädter Nepomuk-Kirche, unterstützt von seinem Schüler Adam Vogler, wobei sie sich auf das Vorbild der von Führich bereits vor 1836 für die Kirche am St. Lorenzberg in Prag realisierten Kreuzwegbilder stützten. Der Kreuzwegzyklus in der Leopoldstädter Nepomuk-Kirche besteht aus vierzehn 240 × 185 cm  großen Freskobildern. Führich schuf damit die erste monumentale Fassung des in der Volksfrömmigkeit beliebten Themas. In den Jahren 1854 bis 1861 folgte eine weitere Fassung der Kreuzwegbilder, die Führich für die Altlerchenfelder Pfarrkirche anfertigte.

## Verbreitung

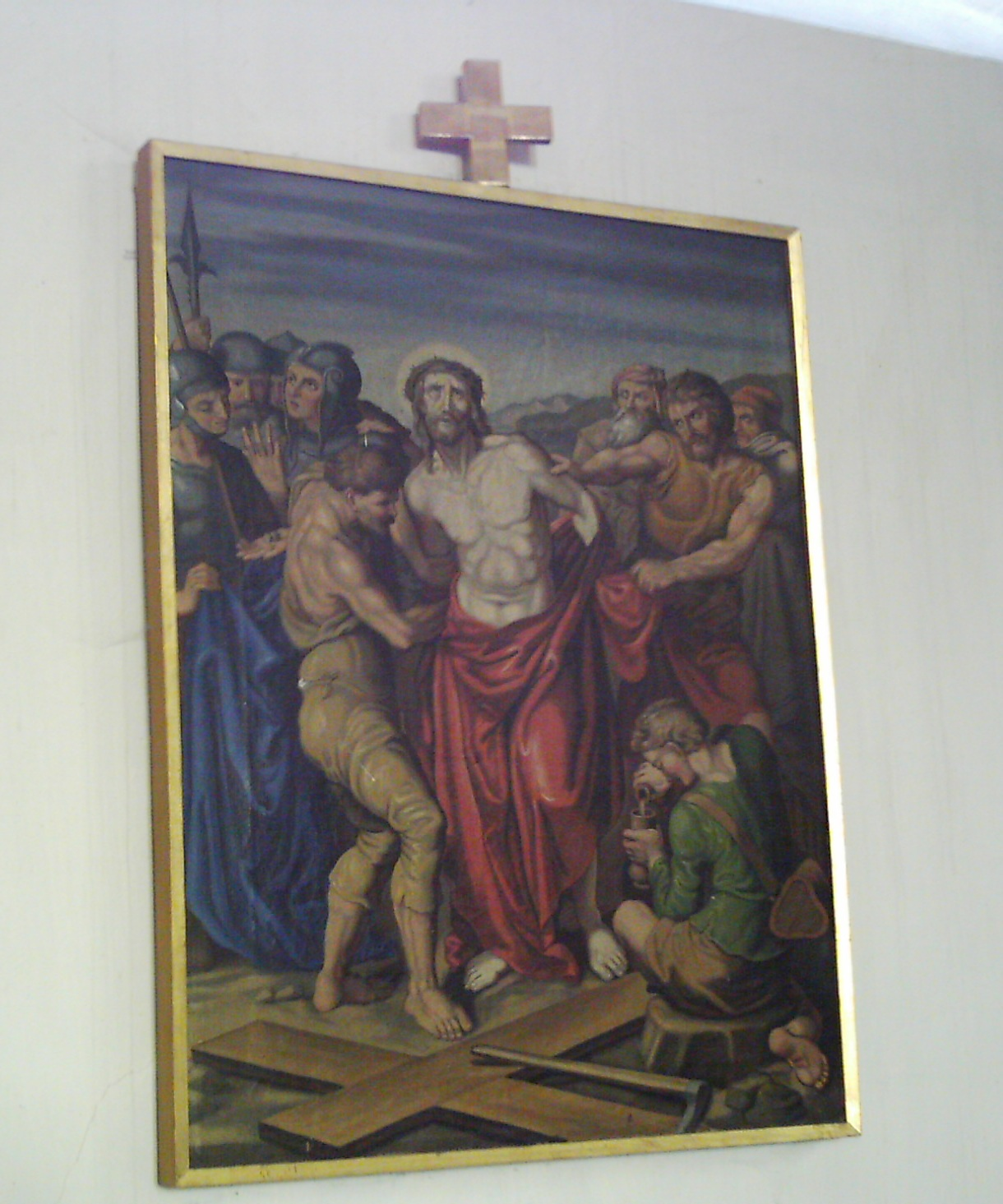
10. Station, St. Johann Baptist in Treherz, Kopie nach Führich

Die internationale Verbreitung dieser Kreuzweg-Motive erklärt sich dadurch, dass von ihnen Kupferstiche angefertigt wurden und unzählige Maler diese als Vorlage für von ihnen gefertigte Kreuzwegtafeln benutzten. Die Künstler dieser Kopien sind meist unbekannt.
Schon 1847 wurde der gesamte Kreuzwegzyklus das erste Mal gedruckt, und seither gilt der Führich-Kreuzweg als der meistkopierte.
Einen Anhaltspunkt für die Datierung kann dabei der Hund, der im Original auf Station III abgebildet ist liefern. Später als unwichtig erachtet, wurde das Tier nur auf den älteren Kopien übernommen.

## Führich-Kreuzwege befinden sich in

### Österreich
Burgenland
- Mitte des 19. Jahrhunderts: Katholische Pfarrkirche Rotenturm an der Pinka

Niederösterreich
- Abstetten
- Allentsteig
- Stift Altenburg
- 1858 Pfarrkirche St. Stephan in Gmünd
- 1869–1872 Pfarrkirche Amstetten-St. Stephan von Anton August Stern, Seitenstetten
- Pfarrkirche Bad Fischau-Brunn
- Pfarrkirche Korneuburg
- Pfarrkirche (Schloßkirche) Sierndorf Bez. Korneuburg
- Katholische Pfarrkirche Bad Vöslau
- Pfarrkirche Gallbrunn
- Pfarrkirche Münchendorf
- Wallfahrtskirche Pottenstein
- Pfarrkirche Tribuswinkel
- Pfarrkirche Wilfersdorf
- Freiluftkreuzweg Gutenstein Mariahilferberg (stark vereinfacht)
- Pfarrkirche Thernberg

Salzburg
- Altenmarkt im Pongau
- Pfarrkirche St. Andrä, Salzburg
- Pfarrkirche Neumarkt am Wallersee

Oberösterreich
- Adlwang
- Pfarrkirche Pregarten
- Pfarrkirche Wartberg ob der Aist
- Pfarrkirche St. Marienkirchen bei Schärding (seit 1990 im Depot)

Tirol
- Pfarrkirche Auffach in Wildschönau
- Pfarrkirche Strengen

Steiermark
- Pfarrkirche Krieglach

Wien
- Pfarrkirche Johann Nepomuk, Wien-Leopoldstadt
- Kapuzinerkirche, Wien-Innere Stadt

### Deutschland

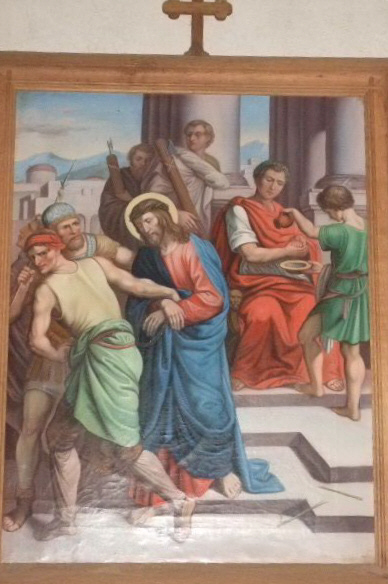
Bermatingen, St. Georg, 1. Station, Kopie nach Führich

- 1860 Pfarrkirche St. Georg, Prackenbach, von Mathias Schneider aus Regensburg
- 1864 Pfarrkirche St. Vitus, Friedrichshafen-Fischbach von Fidelis Bentele
- 1868 Pfarrkirche St. Gallus, Tettnang von Fidelis Bentele
- 1868 Pfarrkirche St. Ulrich, Steinkirchen von Hacker von Dorfen
- 1882 Pfarrkirche St. Cyriakus, Duderstadt von Otto von dem Hagen
- 1894 Pfarrkirche St. Georg, Bedernau von Ernst Schandri, München
- Pfarrkirche St. Remigius, Sürth am Rhein
- Pfarrkirche St. Martinus, Much (Rhein-Sieg-Kreis)
- Bayreuth Schlossturmsaal (renovierte Kreuzwegtafeln nach Führich kopiert, früher in der Schlosskirche)
- Ebermannstadt St. Nikolaus (Kopien nach Führich)
- St. Josef und St. Wendelin (Diefflen)
- St. Lambertus (Mingolsheim)

### Frankreich
- 1854 Benediktinerabtei Saint-Pierre, Baume-les-Messieurs

### Italien
- Südtirol
  - Stadtpfarrkirche St. Nikolaus, Meran

### Polen
- - Pfarrkirche Kościan

### Bosnien - Herzegowina
- - Dom zu Sarajevo

### Slowakische Republik
- 1863 Pfarrkirche St. Petrus und Paulus Oponice

### Schweiz
- Franziskanerkirche, Luzern

### Tschechien
- Teynkirche Prag

### Ungarn
- Pfarrkirche Mindszentkálla, Komitat  Veszprém (vereinfacht und bearbeitet)

### Ausgaben
- Der heilige Kreuzweg in vierzehn Stationen. Manz, Regensburg 1867.

### Sekundärliteratur
- Klaus-Albrecht Schröder: Joseph Führich – die Kartons zum Wiener Kreuzweg. [Katalog zur Ausstellung „Joseph Führich – die Kartons zum Wiener Kreuzweg“ in der Albertina, Wien, 2. August – 13. Oktober 2005]. Brandstätter, Wien 2005, ISBN 3-902510-10-2.